# Jude Wilder
Jude Wilder, född 24 juni 1953 Baltimore, USA, död 23 juni 2001 Åbo, Finland, var en amerikansk produktchef inom CBS Records och långvarig samarbetspartner med finländske Michael Monroe från Hanoi Rocks. 
Jude Wilder föddes 1953. Hon tillbringade största delen av sitt liv i New York och arbetade för CBS Records som produktchef för bland andra Cyndi Lauper, Sade, Miami Sound Machine och Hanoi Rocks. 
Hon träffade sin blivande man Michael Monroe i mitten av 1980-talet och medverkade som bakgrundssångerska i hans kortvariga band Secret Chiefs år 1986. Efter att Hanoi Rocks splittrades, fungerade Wilder som Monroes manager. Hon skrev många låtar till Monroes soloskivor och både sjöng och spelade slaginstrument såväl på hans skivor som konserter. 
Jude Wilder avled av en hjärnblödning dagen före sin 48:e födelsedag.

## Diskografi
- Nights Are So Long (Michael Monroe, 1987)
- Not Fakin’ It (Michael Monroe, 1989)
- Peace Of Mind (Michael Monroe, 1996)
- Life Gets You Dirty (Michael Monroe, 1999)